# Meierstorf (Ziegendorf)
Meierstorf ist ein Ortsteil der Gemeinde Ziegendorf im Landkreis Ludwigslust-Parchim in Mecklenburg-Vorpommern.

## Geografie und Verkehrsanbindung
Meierstorf liegt nordöstlich des Kernortes Ziegendorf. Die Landesstraße L 08 verläuft am südlichen Ortsrand, die A 24 und die B 321 verlaufen östlich. Südöstlich erstreckt sich das Landschaftsschutzgebiet Ruhner Berge.

## Orts- und Gutsgeschichte (Auszug)
Die Historie des Ortes ist bisher nur als Fragment überliefert, ebenso die des örtlichen Gutes. Nach Friedrich Schlie war im 14. Jahrhundert Meierstorf, auch Meersdorf geschrieben, eine von Mallin`sche Begüterung, die Erbschaft darüber verhandelten die Familien von Hahn und von Plessen. Ab 1526 ist Meierstorf als Nebengut, eine Pertinenz, der Herren von Koppelow zu Möllenbeck und Mentin und bleibt es bis 1790. Es reiht sich in Folge A. A. W. von Flotow und Kammerrat Otto Konrad von Hahn an. Dann geht Meierstorf in bürgerlichen Besitz über, 1795 Adam Christoph Frank, 1837 Herm. Burmeister, 1840 Georg Peters.
Das alte Lehngut in Meierstorf besaß um 1859/1860 der Kammerjunker Friedrich von der Lühe und vertritt seine uradelige Familie von der Lühe vor Ort. Kirchlich war die Gemeinde dem Parchimer Kirchenkreis zugeordnet.
Die nachfolgende Geschichte des Gutes in Meierstorf ist weiter von einem häufigen Wechsel der Besitzer geprägt. Dies traf auch im Übergang von 19. zum 20. Jahrhundert zu. Nennenswert sind der Offizier Woldemar von Rochow-Reckahn, zuletzt Oberst a. D. und Ehrenritter des Johanniterordens. Er war mit Gerda Poensgen verheiratet, Tochter der Klara Jaeger und des Industriellen Carl Rudolf Poensgen. Gutsbesitzer von Rochow, aus der Provinz Brandenburg stammend, hatte 1920 die mecklenburgische Staatsangehörigkeit verliehen bekommen.
Meierstorf war Schulstandort, im fiskalischen Amt Grabow gelegen, der Dorfschulze war der Gutsbesitzer, 1923 Woldemar von Rochow. 1924 gehörte Meierstorf zum Ritterschaftlichen Amt Goldberg. Zeitgleich wurde der Besitz als Lehngut tituliert. Gut Meierstorf gehörten hier 614 ha. Den vier örtlichen Hofbesitzern jener Zeit gehörten wiederum addiert 89 ha, und der Kirchgemeinde etwa 8,2 ha. Mitte der 1920er Jahre ging die Familie von Rochow von Meierstorf nach Bad Liebenwerda in die preußische Provinz Sachsen, seit 1921 ein Kurort, und betreute dort ein kleines Gut namens Heideschlößchen.
Nachfolgend war dann der promovierte Arzt Alexander von Rothe der Gutsherr am Ort. Das Gut Meierstorf, ein Allodgut, beinhaltete um 1928 gesamt 630 ha, davon waren 140 ha Wald. Zum Gut gehörte ein mittelgroßer Schwieneviehbetrieb, es standen 29 Pferde zur Verfügung. Als Gutsverwalter agierte zu jener Zeit Fr. Karberg. Vor seiner Zeit als Gutsbesitzer übernahm Alexander von Rothe mehrfach auch die Aufnahmeleitung und die Regie bei medizinischen Filmarbeiten, während OP`s. 1930 stand das nun noch 606 ha umfassende Allodgut Meierstorf zur Versteigerung.
Um 1930 gab es in Meierstorf weitere landwirtschaftliche Betriebe, sämtlich 20 ha groß, und zwar die der Familien von Bertha Jahnke, W. Busse, K. Hinze, und Wilhelm Schlepkow.

## Sehenswürdigkeiten

### Baudenkmale
In der Liste der Baudenkmale in Ziegendorf sind für Meierstorf fünf Baudenkmale aufgeführt:
- Die Kirche von ca. 1700 ist eine Fachwerkdorfkirche mit verbrettertem Westturm. War Filialkirche von Marnitz.[13]
- drei Wohnhäuser (Kirchstraße 2, Dorfstraße 8 und 9)
- ein Meilenstein (an der L 08 nach Ziegendorf)